# معايرة جهدية

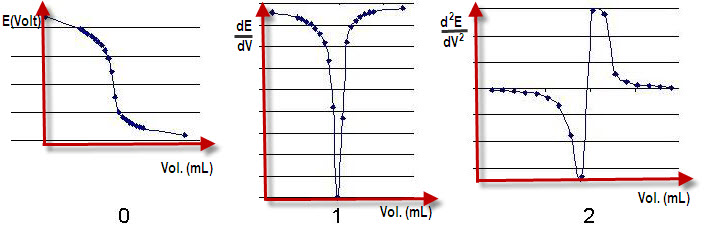
مخطط المعايرة الجهدية

المعايرة الجهدية (أو المُعايرة بقياس الجُهد ) هي وسيلة في الكيمياء التحليلية تهدف إلى التحليل الكمي عبر معايرة نظام محدد من تفاعلات الأكسدة والاختزال. لا تستخدم لهذه المعايرة مؤشر أكسدة واختزال، إنما يقاس فرق الجهد الكهربائي للحلائل في الوسط، وذلك باستخدام قطبين كهربائيين: قطب مؤشر (قطب زجاجي) وقطب مرجعي.
كانت أول معايرة جهدية من ابتداع الكيميائي الألماني روبرت بيرند Robert Behrend في معهد أوستفالد في مدينة لايبزغ في سنة 1893، وكانت معايرة محلول أيونات الزئبق الأحادي باستخدام كلوريد البوتاسيوم.